# Willem Gevers
Willem Johan Gijsbert baron Gevers, heer van Kethel en Spaland (Berlijn, 11 januari 1911 — Monaco, 23 mei 1994) was een Nederlands diplomaat en bobsleeër.
Gevers werd in Berlijn geboren als zoon van de Nederlandse gezant aldaar en voerde de adellijke titel baron. Hij doorliep het gymnasium in Den Haag en studeerde rechten aan de Rijksuniversiteit Leiden. Samen met Sam Dunlop, die hij kende van het Leidsche Studenten Corps, nam hij deel aan de Olympische Winterspelen 1936 in Garmisch Partenkirchen in Duitsland als piloot van de tweemansbob. Het duo behaalde een 10e plaats, wat anno 2022 nog de hoogste eindrangschikking is van een Nederlandse bobslee op de Olympische Winterspelen. Gevers deed ook aan skeleton en won in 1939 de 'Grand National' op de Cresta Run in het Zwitserse Sankt Moritz wat een officieus wereldkampioenschap genoemd werd.
Hij was aanvankelijk werkzaam op een bank in Amsterdam en kwam in 1937 in de diplomatieke dienst. Gevers werkte op de ambassades in Polen (bij het uitbreken van de Tweede Wereldoorlog), Italië en Spanje. Gevers was de Nederlandse ambassadeur in Perzië (1954-1960, tot 1957 gezant), Israël (1960-1964) en het Verenigd Koninkrijk (1971-1976, van daaruit tevens voor IJsland). Van 1963 tot 1971 was hij chef van de directie kabinet en protocol op het ministerie van Buitenlandse Zaken en tevens plaatsvervangend secretaris-generaal.
Gevers huwde in 1935 in Parijs jonkvrouw Henriëtte Françoise de Graeff (1909-1992) met wie hij drie kinderen kreeg.